# Multi-crew cooperation
Multi-Crew Cooperation MCC (slovensko: Veččlanska posadka)    je tečaj usposabljanja, ki pilotom letal omogoča letenje z letali z več piloti. To je vstopni pogoj, preden lahko pilot pridobi rating za tip zrakoplova z veččlansko posadko. Zahtevana je tudi za izdajo ATPL(A) licence pilota transportnega letala ali MPL(A) licence pilota letala veččlanske posadke.
V Evropski uniji in Združenem kraljestvu so tečaji MCC urejeni v skladu z delom FCL 735. Na voljo je tudi daljši tečaj, tečaj APS MCC, ki ima poudarek na letenju reaktivnih leta z nazaj zaviti krili.